# Parafia Znalezienia Krzyża Świętego w Kalwarii Pacławskiej
Parafia Znalezienia Krzyża Świętego w Kalwarii Pacławskiej – parafia rzymskokatolicka znajdująca się w archidiecezji przemyskiej w dekanacie Kalwaria Pacławska. Erygowana w 1743 przez bpa Wacława Hieronima Sierakowskiego. Jest prowadzona przez Franciszkanów (OFMConv.). Mieści się pod numerem 40.

## Historia
W 1668 roku kasztelan lwowski Andrzej Maksymilian Fredro zbudował w Pacławiu kościół drewniany i 28 kapliczek ku czci Męki Pańskiej, wzorowanej na drodze krzyżowej w Jerozolimie. W późniejszym czasie dobudowano 17 kaplic ku czci Matki Bożej. W 1679 roku z Kamieńca Podolskiego został sprowadzony cudowny obraz Matki Bożej. W 1743 roku została erygowana parafia w Kalwarii Pacławskiej z wydzielonego terytorium parafii w Niżankowicach.
W latach 1770–1775 roku Stefan Dwernicki zbudował murowany kościół i klasztor, który 28 września 1776 roku został konsekrowany przez bpa ormiańskiego Jakuba Waleriana Tumanowicza pw. Znalezienia Krzyża Świętego. 
W 1826 roku w klasztorze założono nowicjat, przeniesiony ze Lwowa, a w 1830 roku przeniesiony go do Łagiewnik. W latach 1926–1928 w klasztorze nowicjat był po raz drugi. 4 maja 1982 roku dekretem prowincjonała po raz trzeci erygowano nowicjat. 
Na terenie parafii jest 318 wiernych (w tym: Kalwaria Pacławska – 80, Leszczyny – 45, Nowosiółki Dydyńskie – 149, Pacław – 61).
Na przestrzeni dziejów administratorami i proboszczami parafii byli m.in.: o. Karol Olbrycht OFM Conv., o. Alojzy Karwacki OFM Conv., o. Kazimierz Siemaszkiewicz OFM Conv., o. Romuald Wojtal OFM Conv., o. Hugo Czyż OFM Conv., o. Apolinary Uchman OFM Conv., o. Grzegorz Sroka OFM Conv. (1976–1983), o. Tadeusz Zając OFM Conv., o. Ryszard Wróbel OFM Conv., o. Piotr Reizer OFM Conv. (do 2016), o. Krzysztof Hura OFM Conv. (od 2016).

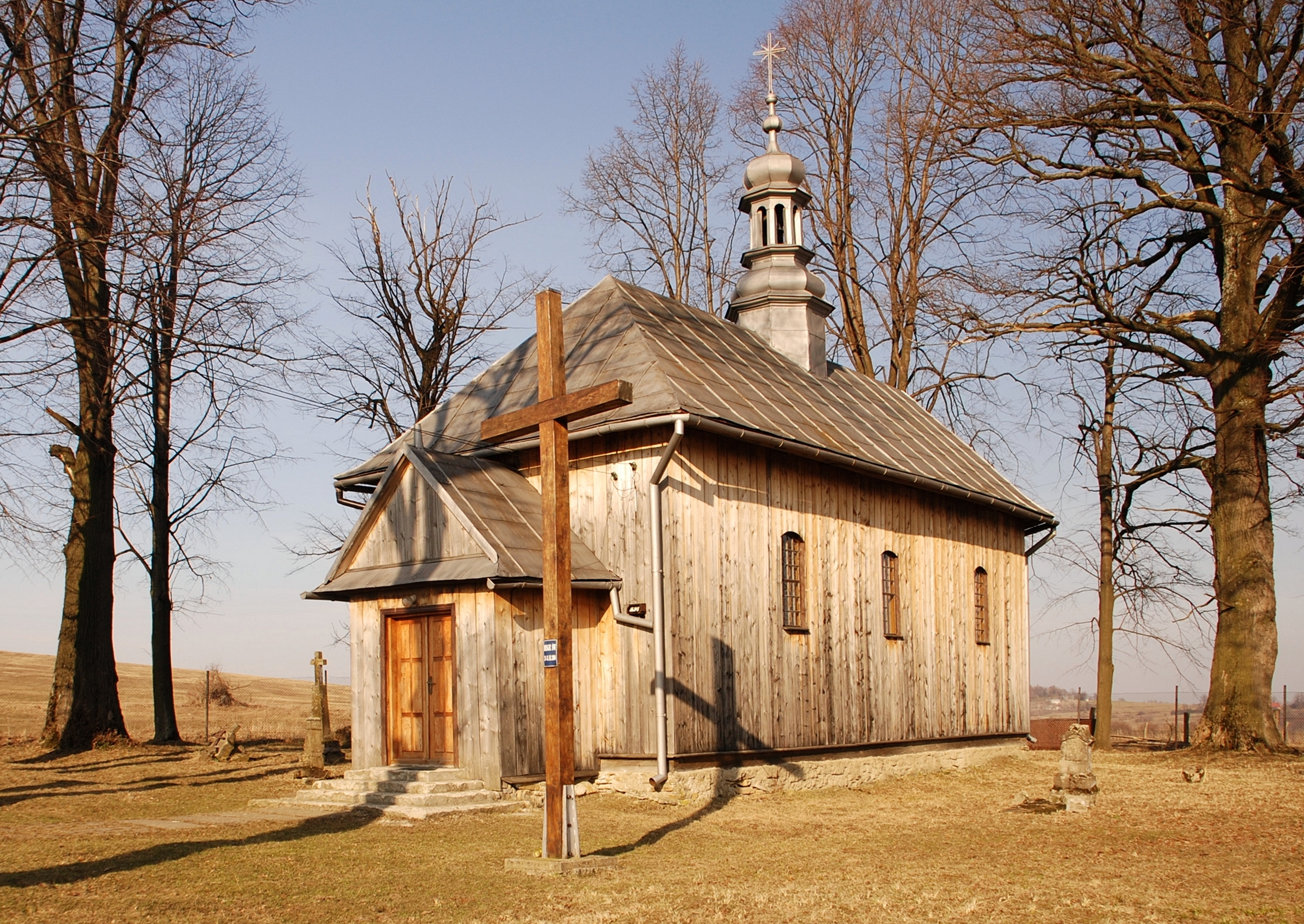
Leszczyny, dawna cerkiew (kościół filialny pw. św. Franciszka z Asyżu)